# Decenija
Decenija je enajsti studijski album srbske folk-pop pevke Svetlane Ražnatović - Cece, ki je bil objavljen 15. oktobra leta 2001, v sodelovanju dveh beograjskih založbenih hišah - Grand produkcije in City recordsa.   To je obenem tudi prvi album, ki ga je pevka posnela po moževi smrti in dveletni pavzi. 
Glasbeni album je objavljen v štirih oblikah: na kaseti, na dveh različnih CD-jih, in sicer na standardnem in kartonskem ter leta 2013 v digitalni obliki. Kartonasti CD je objavljen decembra leta 2005, skupaj s posebno izdajo revije Grand. 
Decenija je prvi Cecin album, ki je bil uradno objavljen v Bolgariji, v založbeni hiši Payner. 
Ceca je album promovirala na koncertni turneji Decenija, leta 2002.

## Seznam skladb
| Št.             | Naslov            | Besedilo                                | Glasba           | Dolžina |
| --------------- | ----------------- | --------------------------------------- | ---------------- | ------- |
| 1.              | „Zabranjeni grad‟ | Marina Tucaković, Ljiljana Jorgovanović | Aleksandar Milić | 4:47    |
| 2.              | „Brže, brže‟      | M.Tucaković, L.Jorgovanović             | A.Milić          | 3:42    |
| 3.              | „39,2‟            | M.Tucaković, L.Jorgovanović             | A.Milić          | 4:56    |
| 4.              | „Dragane moj‟     | M. Tucaković                            | A.Milić          | 3:51    |
| 5.              | „Zadržaću pravo‟  | M.Tucaković, L.Jorgovanović             | A.Milić          | 4:13    |
| 6.              | „Bruka‟           | M.Tucaković, L.Jorgovanović             | A.Milić          | 3:20    |
| 7.              | „Batali‟          | M.Tucaković, L.Jorgovanović             | A.Milić          | 3:55    |
| 8.              | „Decenija‟        | M.Tucaković, L.Jorgovanović             | A.Milić          | 4:38    |
| 9.              | „Tačno je‟        | M.Tucaković, L.Jorgovanović             | Φοίβος           | 4:36    |
| 10.             | „Nemoj mi prići‟  | M.Tucaković, L.Jorgovanović             | A.Milić          | 4:55    |
| Skupna dolžina: | Skupna dolžina:   | Skupna dolžina:                         | Skupna dolžina:  | 42:49   |

## Promocija zgoščenke
Glasbeni album je bil promoviran v obdobju oktober 2001 - junij 2002. 

### Snemanje videospotov
- Prvi videospot je bil posnet novembra 2001 za pesem Zabranjeni grad, v režiji  Slavoljuba Živanovića, znanega pod vzdevkom Zli. Produkcijo spota je naredila hiša Emotion. Promocija spota se je zgodila istega meseca. Oktobra 2019 je spot na portalu Youtube štel 8,2 milijone ogledov. [4]
- Drugi videospot je bil posnet aprila leta 2002 za pesem Dragane moj, v režiji Ivana Coda. Promocija spota se je zgodila istega meseca na Pink TV. Oktobra 2019 je spot na portalu Youtube štel 600 tisoč ogledov. [5]
- Tretji videospot je bil posnet aprila 2002 za pesem 39,2, v režiji Ivana Coda. Promocija spota se je zgodila istega meseca na Pink TV. Oktobra 2019 je spot na portalu Youtube štel 1,5 milijona ogledov. [6]
- Četrti videospot je bil posnet maja 2002 za pesem Bruka, v režiji Igorja Kushića. Januarja 2015 je spot na portalu Youtube štel 430 tisoč ogledov. [7]
- Peti videospot je bil objavljen 22. decembra leta 2010 za pesem Batali, v režiji Miloša Nadaždina. Videospot vsebuje posnetke s pevkine prve avstralske turneje. Januarja 2015 je spot na portalu Youtube štel 7.291 ogledov. [8]

### Koncertna promocija
Prva koncertna promocija zgoščenke se je zgodila 6. aprila leta 2002 na koncertu v Žitorađi.  Ceca je istega leta na koncertih v okviru svoje evropske turneje Decenija predstavljala sedem pesmi z albuma - Zabranjeni grad, Brže, brže, 39,2, Dragane moj, Zadržaću pravo, Bruka in Tačno je. Pevka je v okviru turneje obiskala sedem evropskih držav, v katerih je imela devet koncertov. Najbolj množičen koncert se je zgodil na beograjskem stadionu Marakana, na katerem se je zbralo med 70 in 80 tisoč ljudi.  Več kot triurni koncert, na katerem se je zgodila promocija novega albuma, je v živo predvajal Pink TV, o koncertu pa so poročali tudi vsi večji svetovni mediji.   
Ceca je nekatere pesmi z albuma pela tudi na vseh kasnejših turnejah: evropski turneji Ceca 2005, svetovni turneji Grom, svetovni turneji Ljubav živi ter na turnejah Poziv in Autogram.

## Naklada albuma
Decenija je uradno najbolj prodajan glasbeni album v zgodovini založbene hiše Grand production.  
Naklada albuma je v enem mesecu (oktobra 2001) dosegela 270.000 prodanih izvodov. 

## Vpliv albuma
- Pesem Tačno je je uporabljena kot glasbena podlaga v srbskem filmu Klip, iz leta 2012. [15]

### Glasbene lestvice
| Lestvice                                    | Mesto |
| ------------------------------------------- | ----- |
| 50 najboljših albumov narodne glasbe (D.M.) | 41    |

## Zgodovina objave zgoščenke
| Država      | Datum             | Založba                        | Oblika    |
| ----------- | ----------------- | ------------------------------ | --------- |
| Jugoslavija | 15. oktober, 2001 | Grand production, City records | CD, MC    |
| Bolgarija   | september 2001    | Payner                         | CD, MC    |
| Po svetu    | 2013              | CecaMusic                      | Digitalno |